# Jerzy Mularczyk
Jerzy Mularczyk (ur. 29 kwietnia 1956 we Wrocławiu) – polski aktor teatralny i filmowy.

## Życiorys
Ojciec Barbary Mularczyk, znanej z roli Marioli w serialu Świat według Kiepskich, również odtwórca wielu ról epizodycznych w tym serialu od 1999. W 1983 roku ukończył studia na PWST we Wrocławiu. Występował w następujących teatrach:
- Teatr Polski we Wrocławiu (1983−1988)
- Wrocławski Teatr Współczesny (1988−1989, 1995–1996)
- Teatr Kalambur (1990–1992)
- Operetka Wrocławska (1991–1995)
- Teatr Osobowy we Wrocławiu (1996–1998)
- Teatr im. Wojciecha Bogusławskiego w Kaliszu (1991, 2004)
- Teatr Dramatyczny im. J. Szaniawskiego w Wałbrzychu (1999)
- Nowy Teatr Wrocław (1999–2003, 2005)
- Wrocławski Teatr Komedia (od 2006)
- Teatr Mały we Wrocławiu (2006)

## Filmografia
- 1985: Sezon na bażanty − Polak w pensjonacie w Bruck
- 1985: Przyłbice i kaptury (odc. 4)
- 1986: Na kłopoty… Bednarski − Nagiel (odc. 1)
- 1986: Mewy (fragmenty życiorysu) − kolega Stefana
- 1988–1991: Pogranicze w ogniu − dezerter (odc. 1)
- 1989: Konsul − adwokat Wiśniaka
- 1994: Podróż do Polski − lekarz
- 1996–2000: Dom − celnik na Okęciu (odc. 22 i 23)
- 1997–2012: Klan − dyrektor Szkoły Podstawowej w Warszawie, do której uczęszczała m.in. Katarzyna Lubicz
- 1998–1999: Życie jak poker − Jerzy Byrski
- 1999: Wrota Europy − ranny
- 1999–2020 Świat według Kiepskich − grabarz (odc. 10), łowca głów (odc. 57); mężczyzna (odc. 241, 374, 399, 426, 463, 478 485, 504); policjant (odc. 314, 358, 395, 418, 425, 429, 450, 452 i 454, 503, 507, 509, 522); fryzjer (odc. 319, 362, 520); Kobielak (odc. 366 i 409); hydraulik (odc. 385); rycerz (odc. 388); kierownik (odc. 389); biznesmen (odc. 405); strażak (odc. 411); Makówka (głos; odc. 412); Tadeusz (odc. 396, 413); komornik (odc. 397); przechodzień (odc. 435); klawisz (odc. 444); pretorianin (odc. 471), pielęgniarz (489); kowboj (odc. 528); klient (odc. 539); strażnik więzienny (odc. 548); pacjent (odc. 554); pijaczek (odc. 564, 566)
- 2002–2003: Gorący temat − Walczak, ojciec Waldusia
- 2002: Break Point
- 2003–2006: Fala zbrodni − Bernard Nalepa (odc. 6); mecenas Kondas (odc. 60-62, 69)
- 2004–2012: Pierwsza miłość − 3 role: lekarz Kaczorowski; Andrzej, uczestnik terapii w Poradni Małżeńskiej; klient księgarnio-kawiarni "Fabryka Wrażeń"
- 2005–2006: Warto kochać − Kajetan
- 2005–2006: Tango z aniołem − ksiądz Hubert
- 2005: Biuro kryminalne − Rudolf Nauman (odc. 11)
- 2006: Bezmiar sprawiedliwości − zeznający policjant
- 2006: Bezmiar sprawiedliwości − laborant (odc. 2)
- 2009–2010: Tancerze − terapeuta prowadzący spotkania AA (odc. 5 i 17)
- 2011: Wygrany
- 2011: Układ warszawski − felczer Adrian Tarczyński (odc. 6)
- 2011: Głęboka woda − strażnik (odc. 12)
- 2012: Galeria − właściciel warsztatu (odc. 72)
- 2012: Prawo Agaty − komornik (odc. 11)
- 2012: Rodzinka.pl − hydraulik (odc. 64)

## Nagrody i odznaczenia
- Nagroda przyznana podczas I Ogólnopolskiego Przeglądu Spektakli Dyplomowych Szkół Teatralnych w Łodzi za rolę Zakonnicy w "Demokracja-Kopulacja-Rewolucja" (1983r.)